# فرانسوا أبو سالم
فراسوا أبو سالم، (بالفرنسية: François Abou Salem)، ولد في 2 أكتوبر 1951 وتوفي في 1 اكتوبر عام 2011، هو ممثل ومخرج من اصول فرنسية، اعتقد الكثيرون أنه ولد لأب فلسطيني وأم فرنسية لكنه في الحقيقة ولد لأب وام فرنسيان، اسمه السابق هو فرانسوا غاسبار لكنه قام بتغييره لفرانسوا أبو سالم، نشأ في القدس الشرقية، وسكن في بيروت، وفرنسا.

## نشأته
ولد فرانسوا غاسبار في بلدة بروفانس الفرنسية وترعرع في بيئة فنية حيث ان امه هي الفنانة الفرنسية فرانسين غاسبار واباه هو لوران غاسبار وهو شاعر فرنسي وطبيب جراح.
ولد لوران غاسبار لعائلة كاثوليكية تتحدث الهنغارية في ترانسيلفانيا برومانيا وانضم إلى الجيش الملكي المجري الذي حارب إلى جانب الألمان في الحرب العالمية الثانية، ثم انضم إلى مجموعة من الضباط الذين سعوا لتوقيع معاهدة سلام مع الاتحاد السوفيتي وعدم محاربته. نتيجة لذلك، تم سجنه من قبل الألمان، وقد هرب من المعتقل ووصل إلى فرنسا حيث تم اعتقاله من قبل القوات الأمريكية لتعاونه مع الألمان (كجندي مجري). بعد الحرب مكث لوران غاسبار في فرنسا ودرس الطب، والتقى بوالدة أبو سالم فرانسين غاسبار التي كانت طالبة فنون وعملت لاحقا كمصممة ديكور مسرحي. في نهاية دراسته لم يحصل لوران على تصريح عمل في فرنسا وفي عام 1953 انتقل إلى بيت لحم حيث حصل على وظيفة في مستشفى بيت لحم، وبعد ذلك كان جزءًا من الفريق التأسيسي لمستشفى القديس يوسف في حي الشيخ جراح في القدس. نشأ فرانسوا أبو سالم ودرس كطفل في القدس الشرقية، وهناك حصل على لقب «أبو سالم». وأنهى دراسته الثانوية في بيروت في مدرسة سيدة الجمهور الكاثوليكية (Collège Notre Dame de Jamhour) وحصل على شهادة الثانوية العامة الفرنسية.

في العام 1967 كان فرانسوا في القدس، وكان يحمل جوازي سفر أردني وفرنسي. الا انه أضاع جوازه الأردني في مرحلة ما وتحول وجوده في البلاد الي وجود مؤقت كسائح يحتاج إلى تجديد اقامته كل ثلاث أشهر. في العام 1980 تزوج فرانسوا من جاكي لوبيك وهي يهودية أمريكية، وكانت لوبيك قد حصلت على هوية إسرائيلية وهكذا تحولت اقامته في القدس إلى إقامة دائمة.
انجب فرانسوا من زوجته الثانية (لا يوجد معلومات عنها) ابنا يدعى جميل ويسكن في بلجيكا.

## حياته المهنية
درس فرانسوا في جامعة القديس يوسف في بيروت. وكان يمثل في هذه القترة في مسرح دو سوليل في باريس في عام (1968)، عاد فرانسوا إلى القدس في بداية السبعينيات. كانت بداياته تأسيس فرقة بلالين المسرحية. جانبا إلى عدد من الممثلين الهواة. اطلقوا مسرحية «العتمة» على مسارح بيت ساحور، القدس، ورام ألله. قام فرانسوا جانبا إلى زوجته لمدة 15 عام المخرجة جاكي لوبيك بإنشاء المسرح الوطني الفلسطيني الحكواتي في سنة (1975). في مدينة القدس وهو يعتبر اليوم من أهم المسارح الفلسطينية. كما انهما قاما بالعمل معا واخراج سبعة مسرحيات بالإضافة إلى بعرض اوبرا الهذيرو للجمهور الفلسطيني.
إضافة لعمله كمخرج وممثل، قام فرانسوا بتحويل سينما النزهة في القدس لأول مسرح درامي في فلسطين في سنة (1983) وعمل كمديره الفني. كما قام بافتتاح مقهى في المسرح (كباريه) في عام (1978) أخرج عمل فني «الطائفة البيضاء» في عام (1986) مع الممثل دورون تافوري، في مسرح حيفا البلدي. في ذات العام قام بتأليف واخراج «قصة كفرشما»، العمل الذي تجول بالعالم لمدة ثلاث سنوات، لقد وصل العمل إلى أوروبا، الولايات المتحدة الأمريكية، أمريكا اللاتينية، والعالم العربي.
شارك بكتابة، إخراج، وإنتاج مسرحيات أخرى عديدة. مثل مسرحية البحث عن عمر الخيام (1991)، المرور بجانب الحملات الصليبية (1991) القديسة جينيت وراء الكواليس، مؤتمر العصافير (1992-93) اريحا في سنة صفر (1994) بوابات المدينة (1995) وهو فيلم وثائقي عن مدينة القدس. عاد في ذات العام إلى فرنسا ليكتب ويؤدي عروضا في نزل، أخرج أوبرا «الاختطاف من سارجيليو» لموزارت (1997-98).
حصل على جائزة المسرح الفلسطيني في عام (1988) من الرئيس الفلسطيني ياسر عرفات. قارن النقاد أعمال فراسنوا بالمسرح الواقعي السحري لغابرييل غارثيا ماركيث. والمسرح التجريدي التعبيري لبيرتولت بريخت، والكوميديا المرتجلة الايطالية (كوميديا ديلارتي)
من أعماله أيضا: شمس (1999)، كارمن، روميو وجولييت (2000-2001) شمس وكو (2000-2001) أوبرا الروك من مجنون؟ (2002)، ملحمة جلجامش (2003) أخذ استراحة في عام 2004 ودرس علم النفس، ثم عاد ليعمل على نسخة فلسطينية من ملحمة جلجامش الجزء الثالث في 2005. مثل وعمل كمصمم إنتاج في فيلم ميرال (2010)

### جوائز
- جائزة فلسطين 1998 [10]
- جائزة أفضل ممثل في مهرجان مسرحيد عام 2012

## وفاته
توفي فرانسوا أبو سالم في الطيرة رام الله، بعد اقدامه على الانتحار، بعد صراعه مع الاكتئاب كما روى اصدقائه. اخر مسرحية عمل عليها فرانسوا قبل وفاته هي مسرحية في ظل الشهيد من اخراجه وتأليفه، بالإضافة إلى باولا فونفيك، ومن تمثيل الممثل والمخرج الفلسطيني وسيم خير. عرضت المسرحية بعد وفاة فرانسوا وحصلت على جائزة أفضل ممثل من مهرجان مسرحيد في عام 2012.